# Ray Kennedy
Raymond Kennedy – detto Ray – (Seaton Delaval, 28 luglio 1951 – New Hartley, 30 novembre 2021) è stato un calciatore e allenatore di calcio britannico, di ruolo attaccante.

## Carriera
Cresciuto in un villaggio nel nord dell'Inghilterra, si propose per un provino al Port Vale, formazione di Stoke-on-Trent, nel 1967, senza superarlo. Tornò quindi in Northumbria per continuare come dilettante; nel frattempo si impiegò in una fabbrica di dolciumi. Un anno dopo fu notato da un osservatore dell'Arsenal, squadra che lo portò a Londra nel 1968 e gli fece firmare il primo contratto da professionista. Esordì in prima squadra come attaccante nel settembre 1969, in Coppa delle Fiere contro i nordirlandesi del Glentoran. Durante quel torneo Ray Kennedy segnò un gol contro l'Anderlecht nella finale d'andata, a Bruxelles: fu il gol inglese della bandiera grazie al quale l'Arsenal perse 3-1 e al ritorno gli permise di ribaltare il risultato per 3-0 e vincere la Coppa. Fu il primo trofeo in assoluto per Ray Kennedy, che all'epoca aveva giocato solo sei partite nel campionato inglese. Divenuto titolare fisso, la stagione successiva saltò solo un incontro e vinse il double campionato nazionale (dopo un testa a testa contro i concittadini del Tottenham) e Coppa d'Inghilterra (contro il Liverpool). Alla fine della stagione 1970-1971 fu il miglior realizzatore della squadra con 27 gol.
Rimase altre tre stagioni nell'Arsenal, durante le quali il miglior risultato fu la finale di Coppa d'Inghilterra del 1972, persa per 1-0 contro il Leeds Utd. Nell'estate del 1974 l'acquisto di Kennedy da parte del Liverpool per 200.000 sterline fu l'ultimo colpo di mercato realizzato dal manager Bill Shankly che, lo stesso giorno dell'ingaggio di Kennedy annunciò il suo ritiro.
Kennedy non riuscì quasi mai a giocare nel suo ruolo preferito di centravanti per via della contemporanea presenza di Kevin Keegan e John Toshack. Bob Paisley, il successore di Shankly, lo impiegò come mezzala sinistra, e nelle sue 17 presenze nella Nazionale inglese non fu mai impiegato da centravanti, bensì da centrocampista di sinistra.
Con il Liverpool Ray Kennedy vinse tre Coppe dei Campioni (1977, 1978 e 1981), una Coppa UEFA (1976), cinque campionati nazionali (1976, 1977, 1979, 1980, 1982), una Coppa d'Inghilterra (1974) e una Supercoppa d'Europa (1977).
Lasciato il Liverpool nel 1982, Kennedy andò a giocare in Galles nello Swansea City allenato dal suo ex compagno di squadra John Toshack. Kennedy, accusato di scarso impegno, subì l'incipienza della malattia di Parkinson, che lo costrinse a ritirarsi dal calcio giocato nel 1984.
L'unico impiego di Ray Kennedy nel calcio fu un breve incarico nel Sunderland come allenatore. La maggior parte della sua vita dopo il ritiro è stata spesa per diffondere informazione sulla malattia di Parkinson e per raccogliere fondi sulla ricerca contro tale malattia di cui soffriva. Nel 1991 le sue due ex squadre, Liverpool e Arsenal, disputarono un incontro amichevole in suo onore, il cui incasso fu devoluto alla ricerca medica.
Kennedy è morto nel novembre del 2021.

## Palmarès

### Competizioni nazionali
- Campionato inglese: 6

Arsenal: 1970–1971
Liverpool: 1975-1976, 1976-1977, 1978-1979, 1979-1980, 1981-1982
- Coppa d'Inghilterra: 1

Arsenal: 1970-1971
- Charity Shield: 4

Liverpool: 1976, 1977, 1979, 1980
- Coppa di Lega inglese: 1

Liverpool: 1980-1981
- Coppa del Galles: 1

Swansea City: 1983

### Competizioni internazionali
- Coppa delle Fiere: 1

Arsenal: 1969–1970
- Coppa UEFA: 1

Liverpool: 1975-1976
- Coppa dei Campioni: 3

Liverpool: 1976-1977, 1977-1978, 1980-1981
- Supercoppa UEFA: 1

Liverpool: 1977